# 프리마 카테고리아 1907
프리마 카테고리아 1907는 10번째로 열리는 이탈리아 축구 리그의 최상위 대회이며, 본 시즌은 1907년 1월 13일에 시작하여 1907년 4월 27일에 종료했다. 우승구단은 밀란이며, 세 번째 우승을 거두었다.

## 시즌
본 토너먼트 대회는 페데라치오네 이탈리아나 델 풋볼(FIF)에서 주최한 열 번째 이탈리아 축구 리그다.

### 소식
토리노가 최초로 리그에 참가했다.

### 구성
이번 "프리마 카테고리아" 대회는 이전 시즌의 규정과 동일하게 진행되어, 홈-어웨이의 방식이 유지되고, 세 지역에서 예선을 가져 지역 대표가 전국 단위의 결선에 진출하는 구성이 유지됐다.

### 대회
결선에 지난 시즌 우승 구단인 밀란이 올라왔고, 다른 두 구단의 결선 진출은 주목할만 했는데, 피에몬테에서 새로 창단한 토리노가 올라왔다. 토리노는 최근에 해체된 다른 토리노 기반 구단인 틀:축구단 토리네세의 남은 선수들과 유벤투스에서 일부 탈퇴한 선수들이 연합해 결성된 구단이었으며, 지역 예선에서 유벤투스를 꺾고 결선에 올라왔다. 하지만 가장 놀라울만한 결과는 리구리아에서 나왔는데, 이탈리아 축구 리그 첫 아홉 시즌을 모두 참가한 제노아를 꺾고 안드레아 도리아가 결선에 진출한 것이다.
토리노아 밀란 간의 두 경기는 모두 무승부로 끝났고, 밀란은 안드레아 도리아를 첫 경기에서 꺾었지만, 토리노는 리구리아에서 열린 안드레아 도리아와의 첫 경기에서 거둔 무승무가 크나큰 아쉬움이 됐다. 4월 7일 밀란이 제노아에서 안드레아 도리아를 2-0으로 꺾으며 스쿠데토의 행방이 결정됨에 따라, 토리노와 안드레아 도리아의 경기는 안드레아 도리아가 불참하며 몰수 경기로 종료됐다.
밀란의 지난 1901시즌의 우승 주역은 잉글랜드 국적의 선수들이 주축이었으나, 약 6년이 지난 본 시즌의 우승을 견인한건 스위스 출신의 선수들이 됐다.

## 참가 구단

### 리구리아
| 구단            | 도시   | 지난 시즌                       |
| --------------- | ------ | ------------------------------- |
| 안드레아 도리아 | 제노바 | 프리마 카테고리아 리구리아 예선 |
| 제노아          | 제노바 | 프리마 카테고리아 결선 3위      |

### 롬바르디아
| 구단        | 도시   | 지난 시즌                         |
| ----------- | ------ | --------------------------------- |
| 밀란        | 밀라노 | 프리마 카테고리아 우승            |
| US 밀라네세 | 밀라노 | 프리마 카테고리아 롬바르디아 예선 |

### 피에몬테
| 구단     | 도시   | 지난 시즌                  |
| -------- | ------ | -------------------------- |
| 유벤투스 | 토리노 | 프리마 카테고리아 결선 2위 |
| 토리노   | 토리노 | 첫 참가                    |

## 리구리아 예선

### 경기 결과

#### 일정
| 제노아 | 1 – 1 | 안드레아 도리아 |
| ------ | ----- | --------------- |
| ?      |       | ?               |

| 안드레아 도리아 | 3 – 1 | 제노아 |
| --------------- | ----- | ------ |
| ?               |       | ?      |

### 결과
- 안드레아 도리아가 결선 진출.

## 롬바르디아 예선

### 경기 결과

#### 일정
| 밀란                             | 6 – 0 | US 밀라네세 |
| -------------------------------- | ----- | ----------- |
| 킬핀 · 한스 발터 임호프 · 비트머 |       |             |

| US 밀라네세 | 0 – 1 | 밀란    |
| ----------- | ----- | ------- |
|             |       | 5′ 킬핀 |

### 결과
- 밀란이 결선 진출.

## 피에몬테 예선

### 경기 결과

#### 일정
| 토리노                 | 3 – 1 | 유벤투스      |
| ---------------------- | ----- | ------------- |
| 페라리-오르시 · 캠프퍼 |       | (페널티) 보렐 |

| 유벤투스      | 1 – 4 | 토리노   |
| ------------- | ----- | -------- |
| 보렐 (페널티) |       | , 캠프퍼 |

### 결과
- 토리노가 결선 진출.

## 결선

### 순위
| 순위 | 팀              | 경기 | 승 | 무 | 패 | 득 | 실 | 차 | 승점 |
| ---- | --------------- | ---- | -- | -- | -- | -- | -- | -- | ---- |
| 1    | 밀란 (C)        | 4    | 2  | 2  | 0  | 10 | 3  | +7 | 6    |
| 2    | 토리노          | 4    | 1  | 3  | 0  | 5  | 3  | +2 | 5    |
| 3    | 안드레아 도리아 | 4    | 0  | 1  | 3  | 0  | 9  | -9 | 1    |

- 범례 :

  이탈리아 챔피언

#### 우승 주역
| 포메이션 (2-3-5)                                                                  | 선수 (포지션)          |
| --------------------------------------------------------------------------------- | ---------------------- |
| 라디체 메스키아 모다 보샤르트 트레레 II 피아차 킬핀 임호프 비트머 트레레 I 마들러 | 제롤라모 라디체        |
| 라디체 메스키아 모다 보샤르트 트레레 II 피아차 킬핀 임호프 비트머 트레레 I 마들러 | 안드레아 메스키아      |
| 라디체 메스키아 모다 보샤르트 트레레 II 피아차 킬핀 임호프 비트머 트레레 I 마들러 | 구이도 모다            |
| 라디체 메스키아 모다 보샤르트 트레레 II 피아차 킬핀 임호프 비트머 트레레 I 마들러 | 알프레트 보샤르트      |
| 라디체 메스키아 모다 보샤르트 트레레 II 피아차 킬핀 임호프 비트머 트레레 I 마들러 | 아틸리오 트레레 II     |
| 라디체 메스키아 모다 보샤르트 트레레 II 피아차 킬핀 임호프 비트머 트레레 I 마들러 | 잔 구이도 피아차       |
| 라디체 메스키아 모다 보샤르트 트레레 II 피아차 킬핀 임호프 비트머 트레레 I 마들러 | 허버트 킬핀 (주장)     |
| 라디체 메스키아 모다 보샤르트 트레레 II 피아차 킬핀 임호프 비트머 트레레 I 마들러 | 한스 발터 임호프       |
| 라디체 메스키아 모다 보샤르트 트레레 II 피아차 킬핀 임호프 비트머 트레레 I 마들러 | 에른스트 비트머        |
| 라디체 메스키아 모다 보샤르트 트레레 II 피아차 킬핀 임호프 비트머 트레레 I 마들러 | 알레산드로 트레레 I    |
| 라디체 메스키아 모다 보샤르트 트레레 II 피아차 킬핀 임호프 비트머 트레레 I 마들러 | 요한 페르디난트 마들러 |

### 경기 결과

#### 일정
| 홈 (1라운드) | 홈 (1라운드) | 대진 1                 | 원정 (4라운드) | 원정 (4라운드) |
|              |              |                        |                |                |
| 2월 10일     | 0-0          | 안드레아 도리아-토리노 | 0-2            | 4월 14일       |
| 2월 10일     | 휴식: 밀란   |                        |                | 4월 14일       |

| 홈 (2라운드) | 홈 (2라운드)          | 대진 2      | 원정 (5라운드) | 원정 (5라운드) |
|              |                       |             |                |                |
| 3월 10일     | 1-1                   | 토리노-밀란 | 2-2            | 3월 24일       |
| 3월 10일     | 휴식: 안드레아 도리아 |             |                | 3월 24일       |

| 홈 (3라운드) | 홈 (3라운드) | 대진 3               | 원정 (6라운드) | 원정 (6라운드) |
|              |              |                      |                |                |
| 3월 17일     | 5-0          | 밀란-안드레아 도리아 | 2-0            | 4월 7일        |
| 3월 17일     | 휴식: 토리노 |                      |                | 4월 7일        |